# Alen Škoro
Alen Škoro (ur. 30 marca 1981 w Sarajewie) – bośniacki piłkarz występujący na pozycji napastnika. W ciągu swojej kariery reprezentował barwy m.in. francuskiej Olympique Marsylia, szwajcarskiego Servette FC i polskiej Jagiellonii Białystok. W tej ostatniej nie rozegrał ani jednego ligowego spotkania. Był reprezentantem Bośni i Hercegowiny i w dorosłej kadrze rozegrał 4 spotkania.